# 韓国人原爆犠牲者慰霊碑

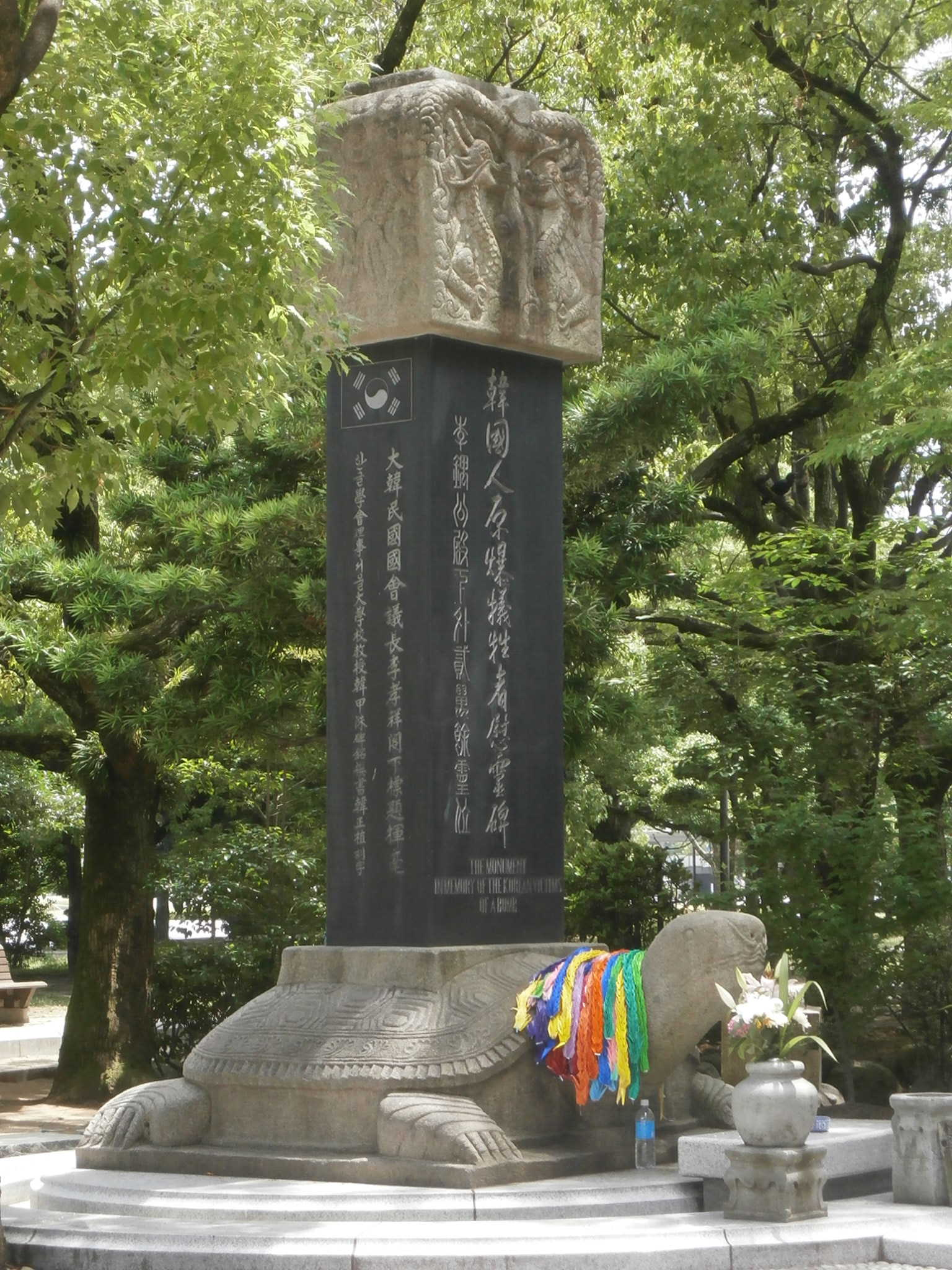
韓国人原爆犠牲者慰霊碑

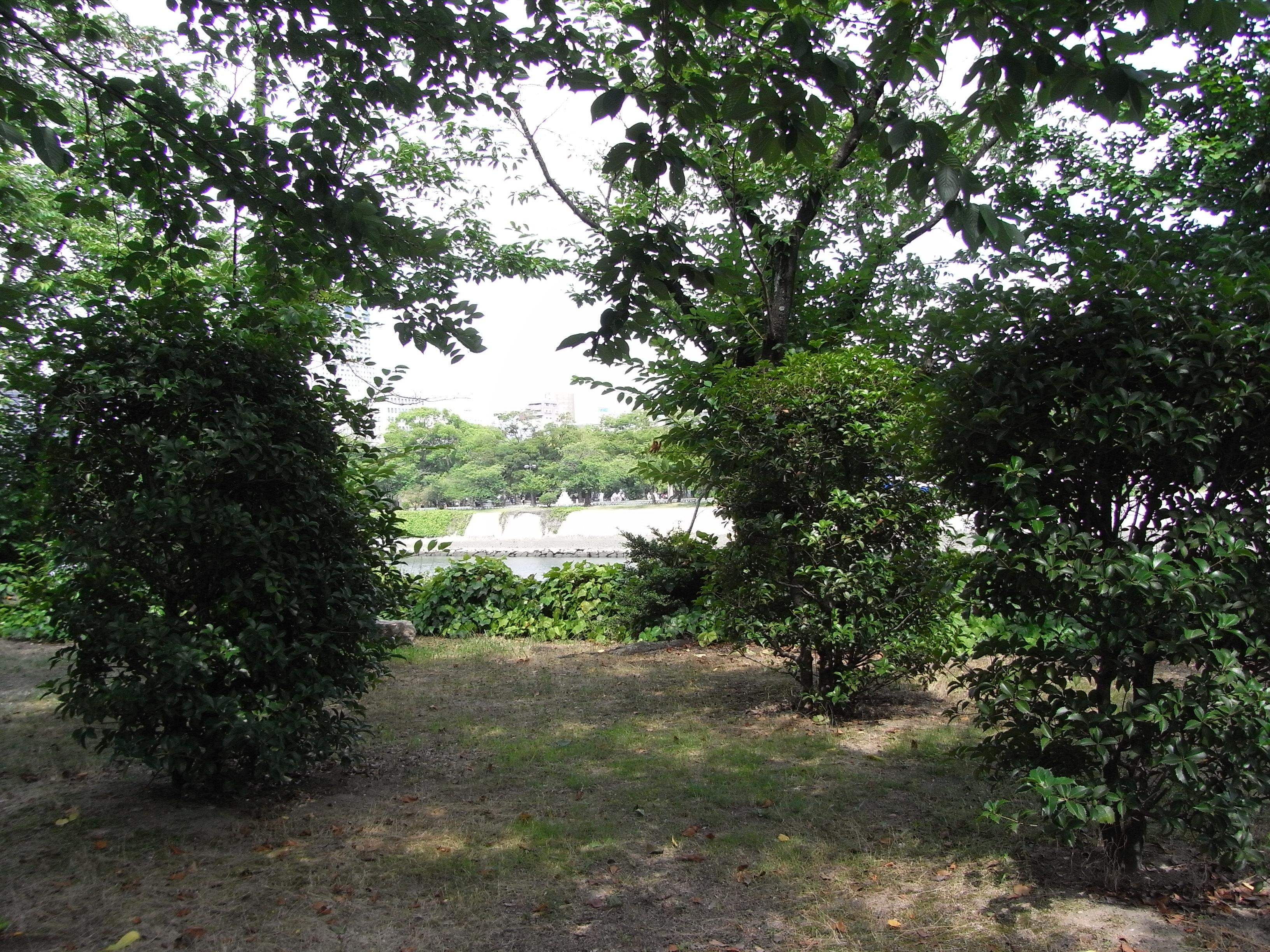
朝鮮王公族李鍝大日本帝国陸軍中佐が発見された本川橋西詰。当初はその地に建立された

韓国人原爆犠牲者慰霊碑（かんこくじんげんばくぎせいしゃいれいひ、朝鮮語: 한국인 원폭 희생자 위령비）は、広島県広島市中区中島町の広島平和記念公園内にある広島原爆による在日韓国・朝鮮人犠牲者への慰霊碑。当初は朝鮮公族である大日本帝国陸軍中佐で第二総軍参謀の李鍝が発見された現場（広島平和記念公園と本川を挟んだ対岸）に設置されたが、後に現在の位置に移った。

## 概要
韓国人原爆犠牲者慰霊碑建立委員会により、当初は李鍝公が発見された本川橋の西詰めに1970年4月10日に建設された。その後、1980年代より平和記念公園の外に慰霊碑があることが「差別である」との誤解が生じ、移設運動の結果1999年に現在地に移設された。碑柱は、亀を形どった台座上にあり、その上に双竜が刻まれた冠がある。この構造は、「死者の霊は亀の背に乗って昇天する」という故事に倣ったものである。
全ての碑柱は韓国の銘石である（高さ5ｍ・重さ10トン）。徴用工として広島において被爆した同胞の慰霊と、原爆が二度と起こらないようにするために建設されている。碑文の裏面には、日本語に翻訳して「悠久な歴史を通じて、わが韓民族は他民族のものをむさぼろうとしなかったし、他民族を侵略しようとはしませんでした。（中略）しかし、5千年の長い民族の歴史を通じて、ここにまつった2万余位の霊が受けたような、悲しくも痛ましいことはかつてありませんでした。韓民族が国のない悲しみを骨の髄まで味わったものが、この太平洋戦争を通してであり、その中でも頂点をなしたのが原爆投下の悲劇でありました。･･･」との記述がある。
碑文を巡っては朝鮮半島分断を背景とした論争があり、韓国を支持する在日本大韓民国民団（民団）が「韓国」表記を主張したのに対し、朝鮮民主主義人民共和国（北朝鮮）を支持する在日本朝鮮人総聯合会（総聯）が激しく反発した。また韓国国内においても、「韓国」表記が韓国国籍以外の在日コリアンを疎外しているとの批判がある。
2023年5月21日、第49回先進国首脳会議（G7広島サミット）開催に伴い、広島市を訪問した日本の内閣総理大臣である岸田文雄と韓国大統領の尹錫悦は日韓両首脳の夫人（岸田裕子・金建希）と共に本慰霊碑を訪れ、献花並びに黙祷を行った。韓国の現職大統領が本慰霊碑を訪問したのは初めてのことだった。